# Grand Prix Rakouska 1980
Grand Prix Rakouska 1980 (oficiálně XVIII Großer Preis von Osterreich) se jela na okruhu Österreichring ve Spielbergu v Rakousku dne 17. srpna 1980. Závod byl desátým v pořadí v sezóně 1980 šampionátu Formule 1.

## Kvalifikace
| Poř.   | No. | Jezdec                | Konstruktér     | Čas     | Ztráta |
| ------ | --- | --------------------- | --------------- | ------- | ------ |
| 1      | 16  | René Arnoux           | Renault         | 1:30.27 | —      |
| 2      | 15  | Jean-Pierre Jabouille | Renault         | 1:31.48 | + 1.21 |
| 3      | 27  | Alan Jones            | Williams-Ford   | 1:32.95 | + 2.68 |
| 4      | 28  | Carlos Reutemann      | Williams-Ford   | 1:33.07 | + 2.80 |
| 5      | 26  | Jacques Laffite       | Ligier-Ford     | 1:33.16 | + 2.89 |
| 6      | 25  | Didier Pironi         | Ligier-Ford     | 1:33.22 | + 2.95 |
| 7      | 5   | Nelson Piquet         | Brabham-Ford    | 1:33.39 | + 3.12 |
| 8      | 23  | Bruno Giacomelli      | Alfa Romeo      | 1:33.64 | + 3.37 |
| 9      | 12  | Elio de Angelis       | Lotus-Ford      | 1:33.76 | + 3.49 |
| 10     | 4   | Derek Daly            | Tyrrell-Ford    | 1:34.17 | + 3.90 |
| 11     | 21  | Keke Rosberg          | Fittipaldi-Ford | 1:34.33 | + 4.06 |
| 12     | 8   | Alain Prost           | McLaren-Ford    | 1:34.35 | + 4.08 |
| 13     | 3   | Jean-Pierre Jarier    | Tyrrell-Ford    | 1:34.63 | + 4.36 |
| 14     | 6   | Héctor Rebaque        | Brabham-Ford    | 1:34.86 | + 4.59 |
| 15     | 2   | Gilles Villeneuve     | Ferrari         | 1:34.87 | + 4.60 |
| 16     | 9   | Marc Surer            | ATS-Ford        | 1:35.10 | + 4.83 |
| 17     | 11  | Mario Andretti        | Lotus-Ford      | 1:35.20 | + 4.93 |
| 18     | 29  | Riccardo Patrese      | Arrows-Ford     | 1:35.29 | + 5.02 |
| 19     | 31  | Eddie Cheever         | Osella-Ford     | 1:35.40 | + 5.13 |
| 20     | 50  | Rupert Keegan         | Williams-Ford   | 1:35.53 | + 5.26 |
| 21     | 7   | John Watson           | McLaren-Ford    | 1:35.56 | + 5.29 |
| 22     | 1   | Jody Scheckter        | Ferrari         | 1:35.61 | + 5.34 |
| 23     | 20  | Emerson Fittipaldi    | Fittipaldi-Ford | 1:35.67 | + 5.40 |
| 24     | 43  | Nigel Mansell         | Lotus-Ford      | 1:35.71 | + 5.44 |
| 25     | 14  | Jan Lammers           | Ensign-Ford     | 1:36.04 | + 5.77 |
| Zdroj: |     |                       |                 |         |        |

## Závod
| Poř.   | No. | Jezdec                | Konstruktér     | Počet kol | Čas/Odstoupení | Pořadí na startu | Body |
| ------ | --- | --------------------- | --------------- | --------- | -------------- | ---------------- | ---- |
| 1      | 15  | Jean-Pierre Jabouille | Renault         | 54        | 1:26:15.73     | 2                | 9    |
| 2      | 27  | Alan Jones            | Williams-Ford   | 54        | +0.82          | 3                | 6    |
| 3      | 28  | Carlos Reutemann      | Williams-Ford   | 54        | +19.36         | 4                | 4    |
| 4      | 26  | Jacques Laffite       | Ligier-Ford     | 54        | +42.02         | 5                | 3    |
| 5      | 5   | Nelson Piquet         | Brabham-Ford    | 54        | +1:02.81       | 7                | 2    |
| 6      | 12  | Elio de Angelis       | Lotus-Ford      | 54        | +1:14.97       | 9                | 1    |
| 7      | 8   | Alain Prost           | McLaren-Ford    | 54        | +1:33.41       | 12               |      |
| 8      | 2   | Gilles Villeneuve     | Ferrari         | 53        | +1 kolo        | 15               |      |
| 9      | 16  | René Arnoux           | Renault         | 53        | +1 kolo        | 1                |      |
| 10     | 6   | Héctor Rebaque        | Brabham-Ford    | 53        | +1 kolo        | 14               |      |
| 11     | 20  | Emerson Fittipaldi    | Fittipaldi-Ford | 53        | +1 kolo        | 23               |      |
| 12     | 9   | Marc Surer            | ATS-Ford        | 53        | +1 kolo        | 16               |      |
| 13     | 1   | Jody Scheckter        | Ferrari         | 53        | +1 kolo        | 22               |      |
| 14     | 29  | Riccardo Patrese      | Arrows-Ford     | 53        | +1 kolo        | 18               |      |
| 15     | 50  | Rupert Keegan         | Williams-Ford   | 52        | +2 kola        | 20               |      |
| 16     | 21  | Keke Rosberg          | Fittipaldi-Ford | 52        | +2 kola        | 11               |      |
| Ret    | 43  | Nigel Mansell         | Lotus-Ford      | 40        | Motor          | 24               |      |
| Ret    | 7   | John Watson           | McLaren-Ford    | 34        | Motor          | 21               |      |
| Ret    | 23  | Bruno Giacomelli      | Alfa Romeo      | 28        | Kolo           | 8                |      |
| Ret    | 25  | Didier Pironi         | Ligier-Ford     | 25        | Zacházení      | 6                |      |
| Ret    | 3   | Jean-Pierre Jarier    | Tyrrell-Ford    | 25        | Elektronika    | 13               |      |
| Ret    | 31  | Eddie Cheever         | Osella-Ford     | 23        | Ložisko        | 19               |      |
| Ret    | 4   | Derek Daly            | Tyrrell-Ford    | 12        | Brzdy          | 10               |      |
| Ret    | 11  | Mario Andretti        | Lotus-Ford      | 6         | Motor          | 17               |      |
| DNQ    | 14  | Jan Lammers           | Ensign-Ford     |           |                |                  |      |
| DNQ    | 30  | Jochen Mass           | Arrows-Ford     |           | Zranění        |                  |      |
| Zdroj: |     |                       |                 |           |                |                  |      |

## Průběžné pořadí po závodě
Pohár jezdců
| Pořadí | Jezdec           | Body |
| ------ | ---------------- | ---- |
| 1      | Alan Jones       | 47   |
| 2      | Nelson Piquet    | 36   |
| 3      | Carlos Reutemann | 30   |
| 4      | Jacques Laffite  | 28   |
| 5      | René Arnoux      | 23   |
| Zdroj: |                  |      |

Pohár konstruktérů
| Pořadí | Konstruktér   | Body |
| ------ | ------------- | ---- |
| 1      | Williams-Ford | 77   |
| 2      | Ligier-Ford   | 51   |
| 3      | Brabham-Ford  | 36   |
| 4      | Renault       | 32   |
| 5      | Arrows-Ford   | 11   |
| Zdroj: |               |      |